# 杨生层腹菌
杨生层腹菌（学名：Hymenogaster populetorum）是属于伞菌目层腹菌科层腹菌属的一种担子菌。该种分布于中国、法国、德国、西班牙等地。